# Jan de Beijer
Jan de Beijer (Aarau (Zwitserland), 24 september 1703 - Emmerik, 15 februari 1780) was een Nederlands tekenaar van stads- en dorpsgezichten uit de 18e eeuw.

## Levensloop
Jan de Beijer werd geboren in Zwitserland, waar zijn vader Johan Jacob de Beijer huurlingen wierf voor de Republiek der Zeven Verenigde Provinciën. Op zesjarige leeftijd verhuisde Jan de Beijer met zijn ouders naar Emmerik.
Rond 1722 ging Jan de Beijer naar Amsterdam om bij Cornelis Pronk het tekenvak te leren. Cornelis Pronk (Amsterdam, 1691-1759) was toen de bekendste topografisch tekenaar van de Nederlanden. Naderhand woonde De Beijer in Emmerik en Vierlingsbeek van waaruit hij reisde om tekeningen te maken in Limburg, Gelderland, Oostelijk Brabant en het gebied van de Nederrijn van Emmerik en Kleef tot Uerdingen. Veel van zijn werken werden als illustratie in boeken opgenomen, waaronder "Het Verheerlykt Nederland", een uitgave in 9 delen van 1745 tot 1774. Ook werden zijn tekeningen veel door particulieren gekocht.
In 1751 vestigde De Beijer zich in Amsterdam, waarna de nadruk van zijn werk op het gebied rond Amsterdam en Haarlem kwam te liggen. Veel van zijn werk uit deze periode is terug te vinden in De Atlas van Fouquet, een verzameling van 102 prenten van Amsterdam, uitgegeven door Pieter Fouquet (1729-1800).
Na zijn werkzame periode in Amsterdam vertrok De Beijer naar het gebied rond Kleef (waar exact is onbekend). Volgens sommige bronnen overleed hij in Emmerik, maar ook Kleef en Doesburg worden genoemd als plaats van overlijden. Paulus van Liender (1731-1797) publiceerde in 1758 een reeks prenten getiteld "Het verheerlykt Kleefschland ...", gebaseerd op de tekeningen van kastelen en stadsgezichten rondom Kleef gemaakt door Jan de Beijer.

## Tentoongesteld werk van Jan de Beijer
Werken van Jan de Beijer worden onder meer bewaard in:
- Rijksprentenkabinet in Amsterdam.
- Stadsarchief Amsterdam.
- Museum B.C. Koekkoek-Haus in Kleef
- Rheinmuseum in Emmerik
- Windsor Castle bij Londen: afbeeldingen van Emmerik en Xanten
- Städelsches Kunstinstitut in Frankfurt am Main
- Gemeentemuseum in Arnhem
- Stedelijk Museum in Zwolle

## Afbeeldingen

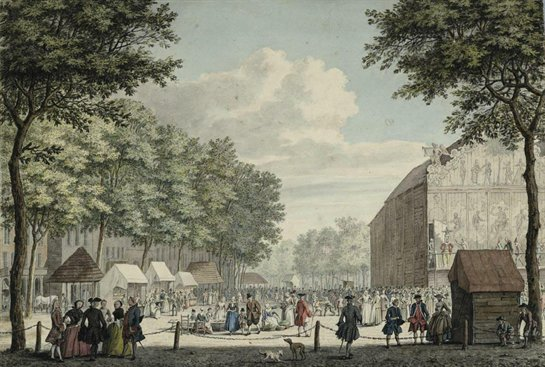
Het Vredenburg in Utrecht, 1760
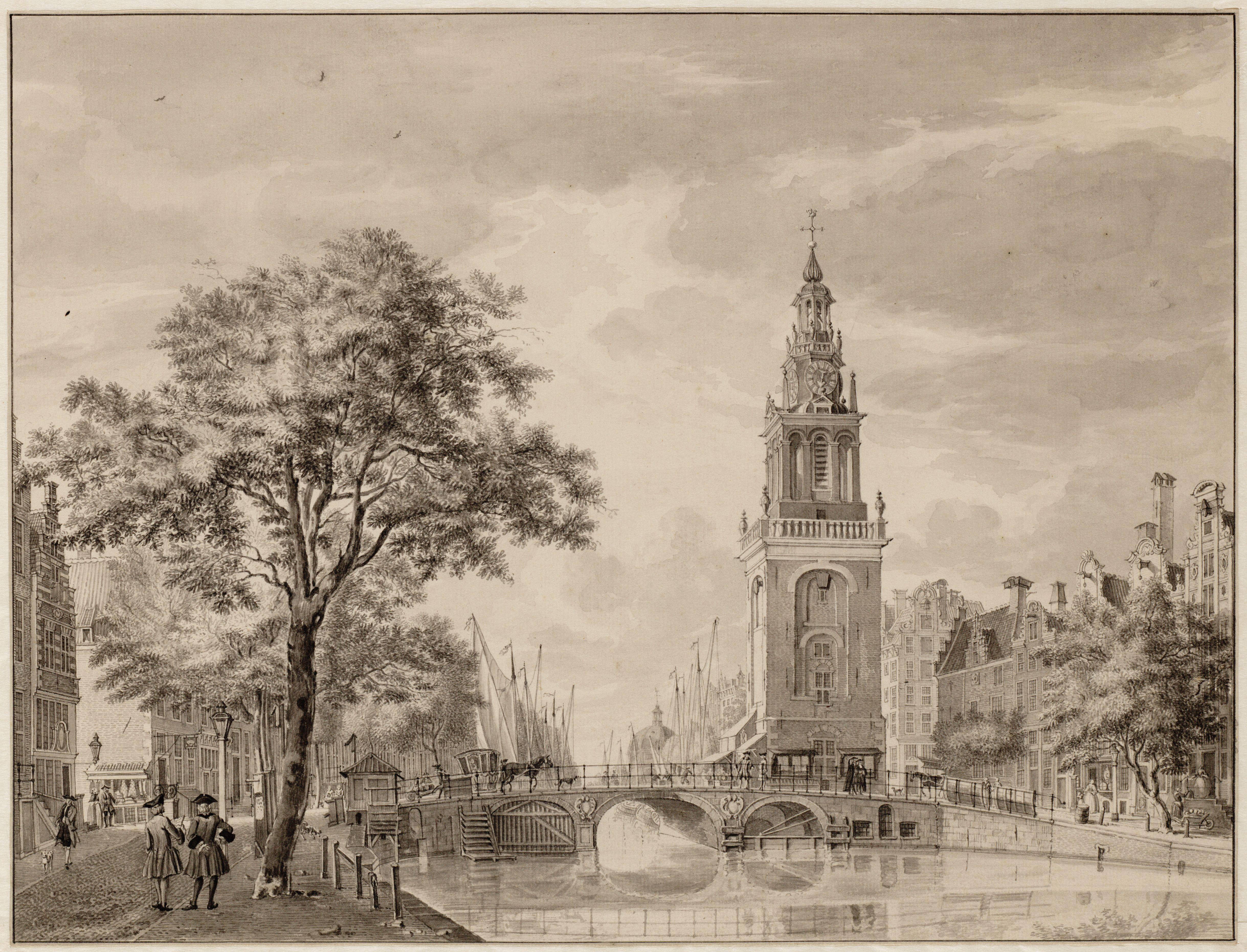
Torensluis en Jan Rodenpoortstoren in Amsterdam, 1760-1767
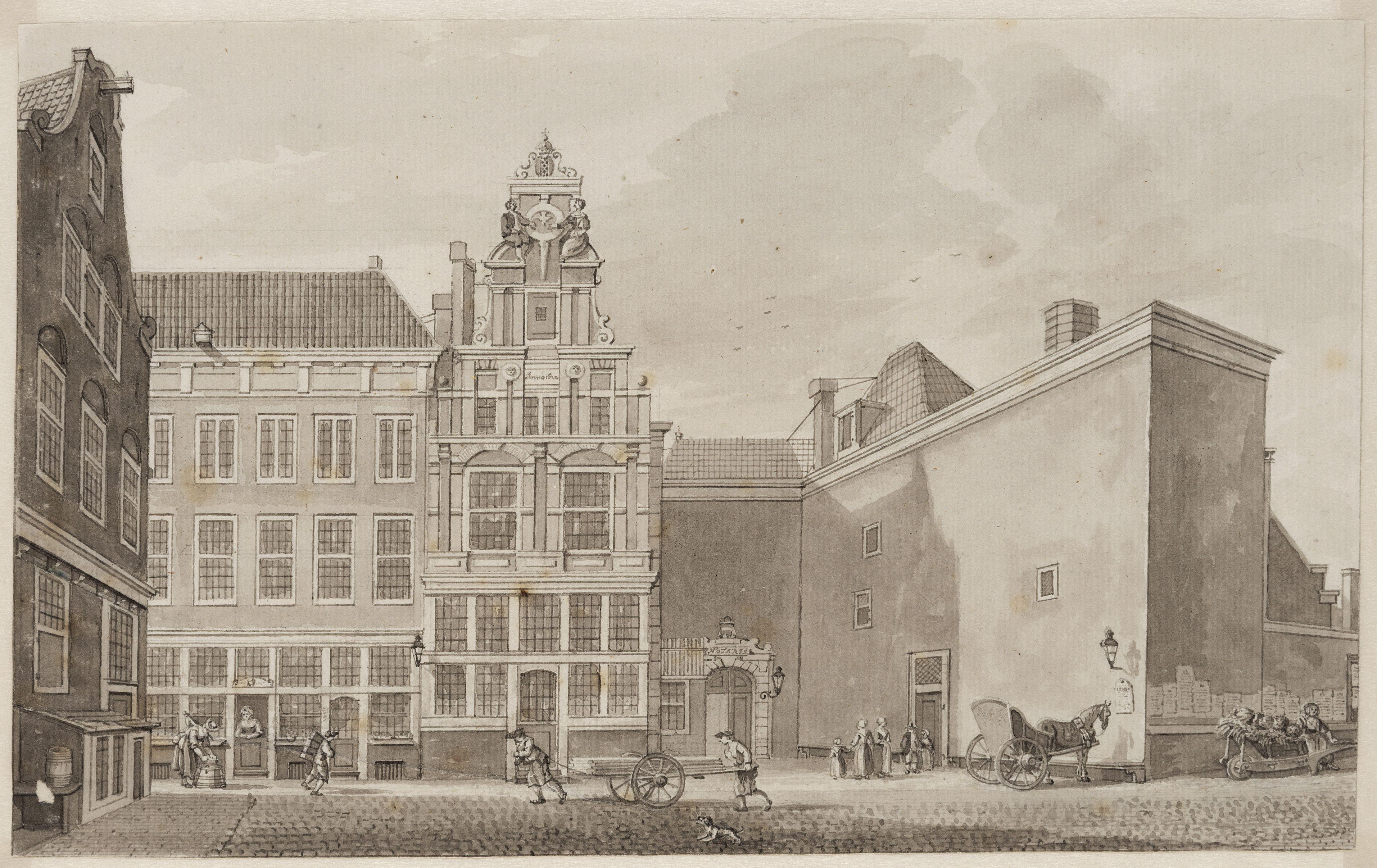
Het Burgerweeshuis in Amsterdam, 1770
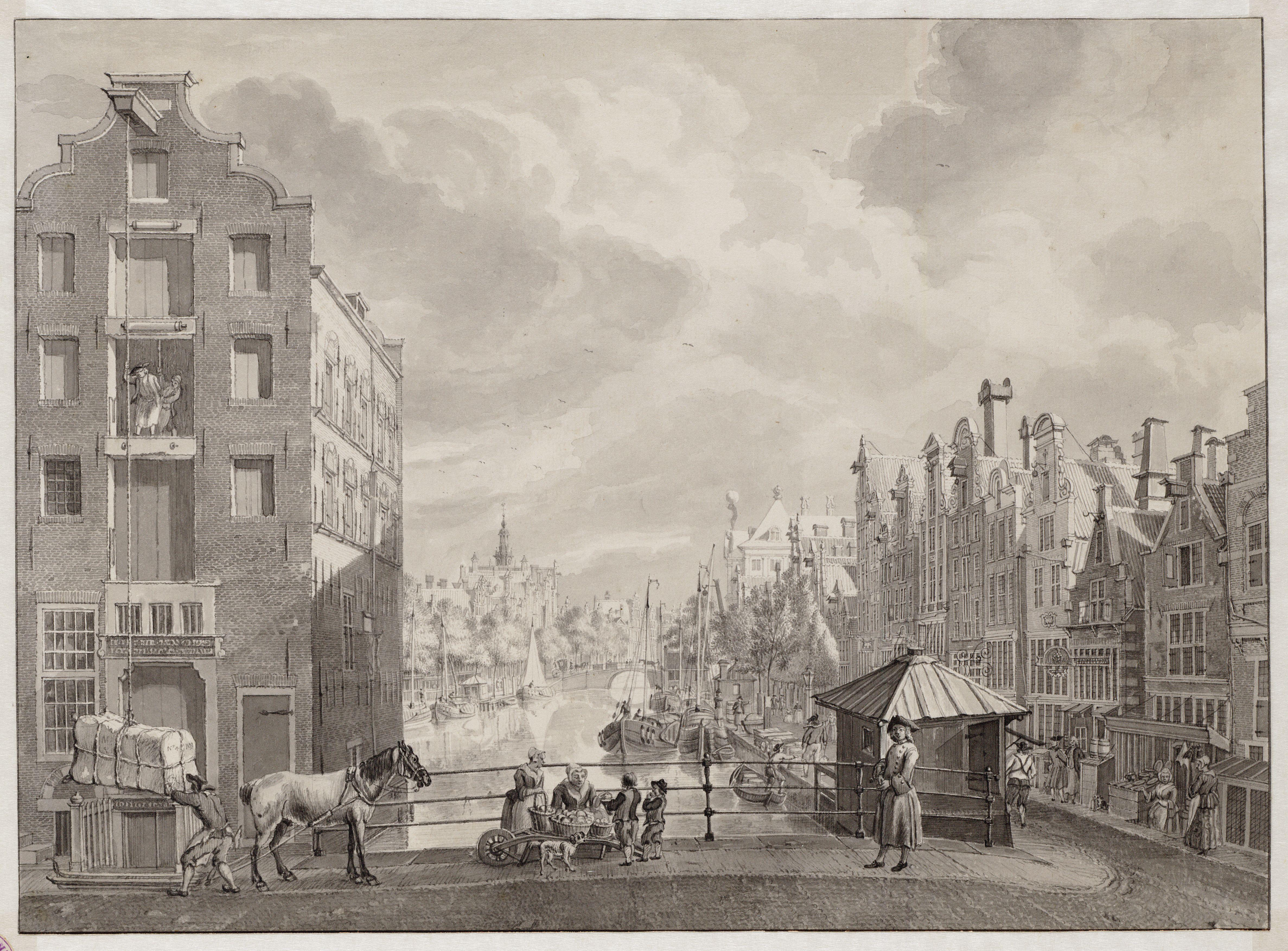
Nieuwezijds Voorburgwal in Amsterdam, 1775
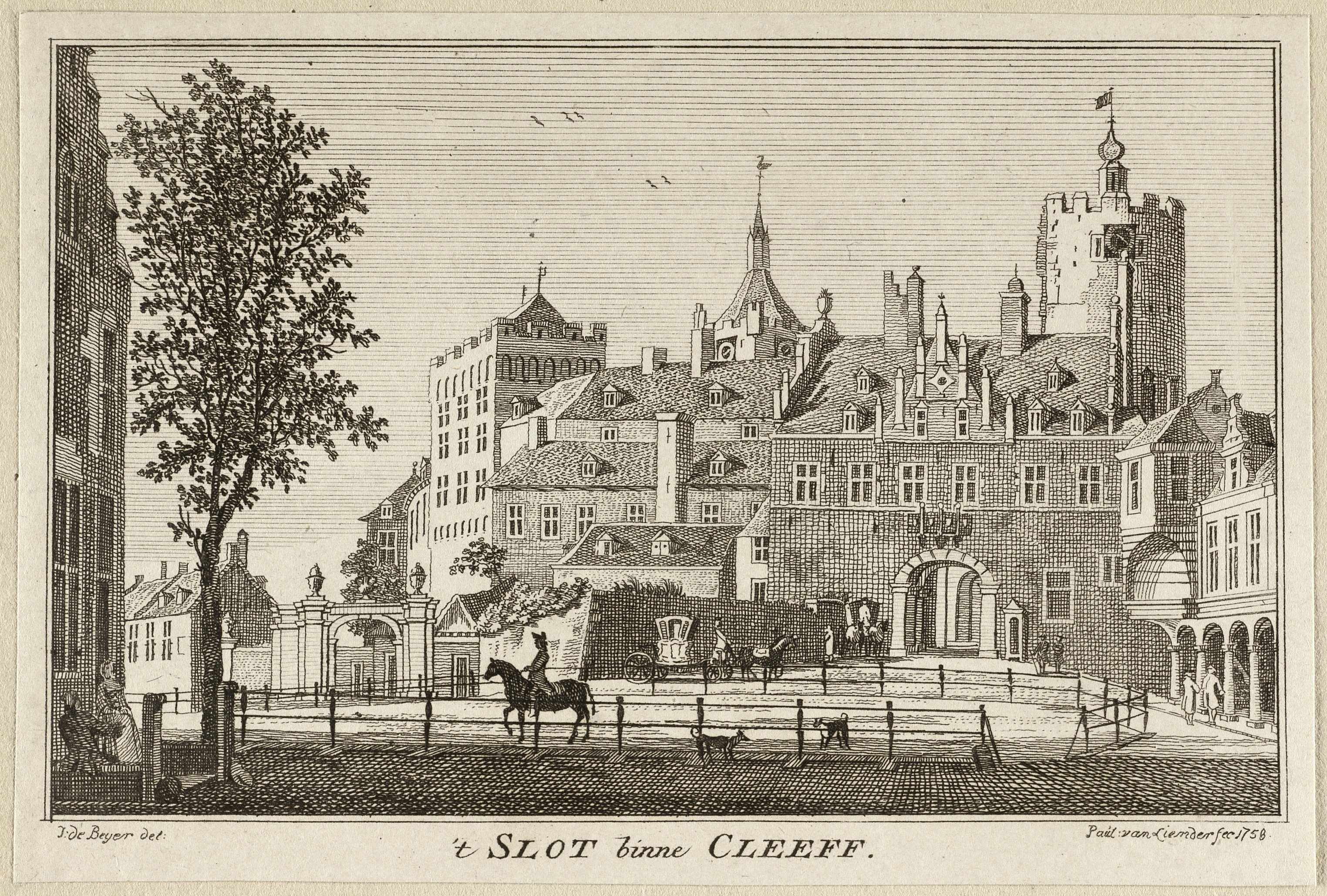
Schwanenburg in Kleef
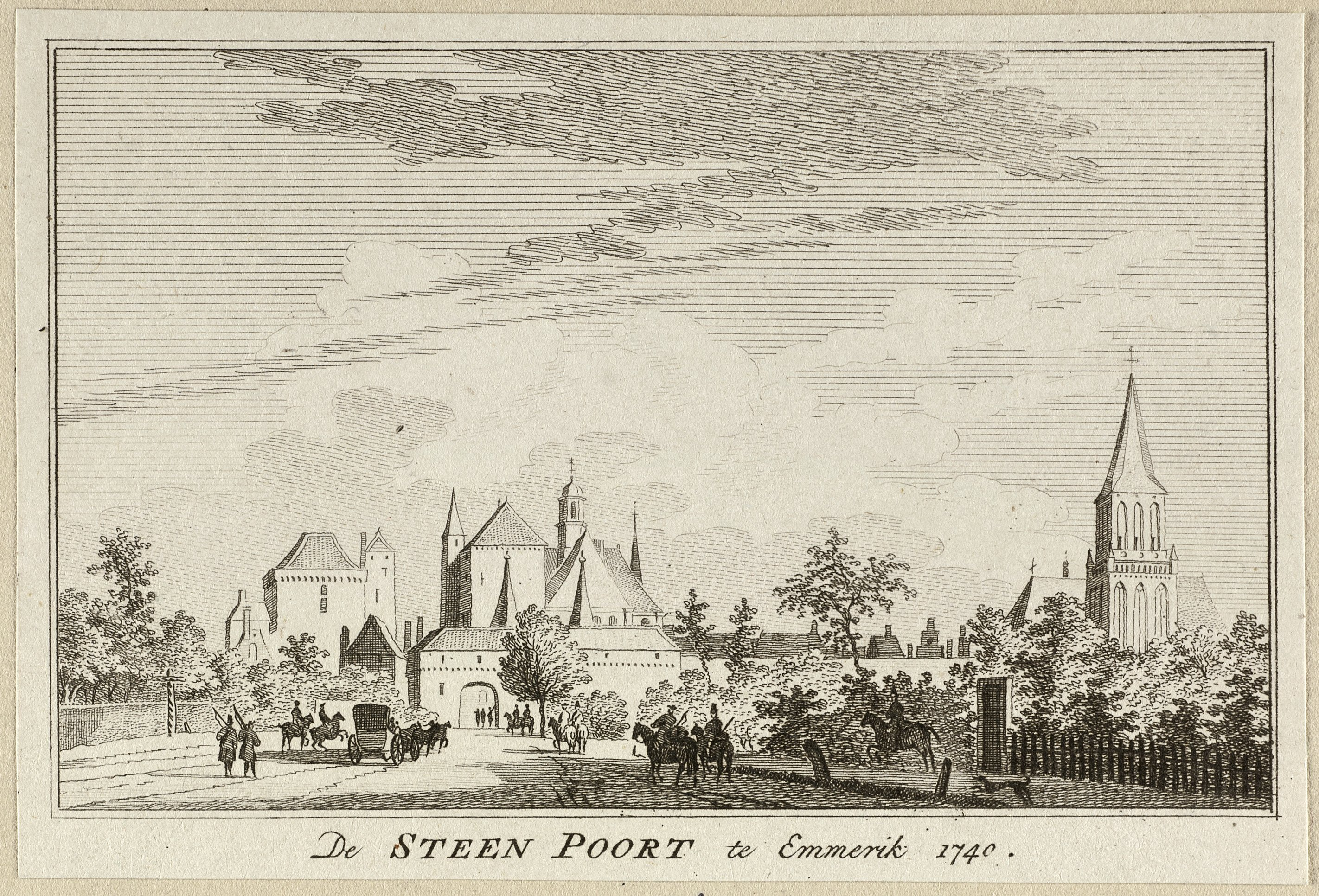
Steenpoort te Emmerik, 1740
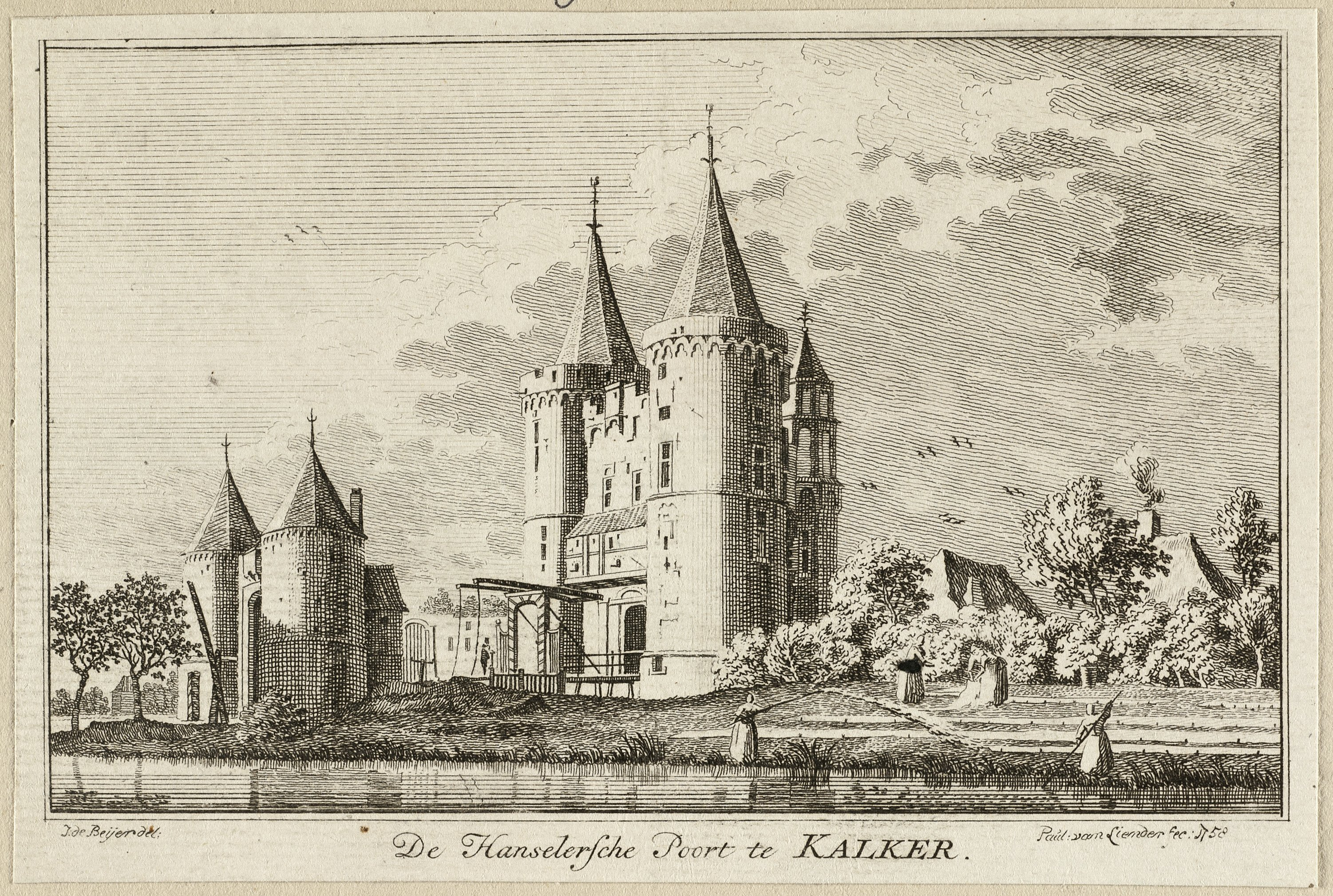
Hanselersche poort te Kalkar
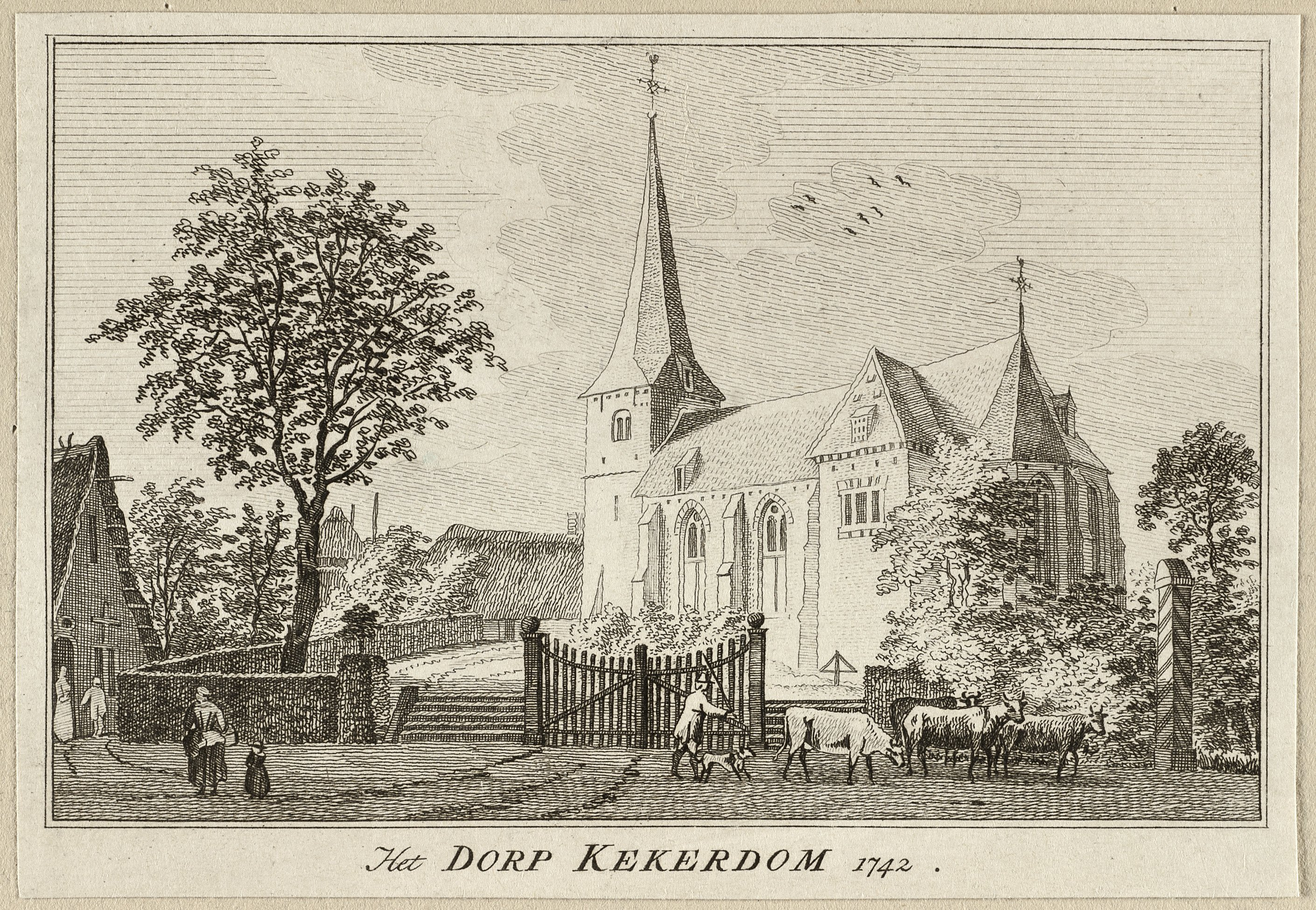
Gezicht op Kekerdom met kerk

## Trivia
- In de Maastrichtse buurt Caberg is sinds 1955 een straat naar hem vernoemd: de Jan de Beyerstraat.[1]